# Abdessatar Ben Aïssa
Pour les articles homonymes, voir Ben Aïssa.
Abdessatar Ben Aïssa (arabe : عبد الستار بن عيسى), né le 25 mai 1933 à Tunis et mort le 10 septembre 2000, est un violoncelliste et professeur de musique tunisien.
Il est premier violoncelliste dans plusieurs orchestres notamment ceux de La Rachidia et de l'orchestre de la radio-télévision tunisienne.
Il est à l'origine de la découverte de la chanteuse Oulaya, qu'il a présenté pour la première fois à Salah El Mahdi.
Abdessatar Ben Aïssa est père de cinq enfants : Lamia, Lilia, Haikel, Adel et Naoufel ; ce dernier, qui a occupé le poste de directeur du Festival international de Boukornine, est lui-même musicien et violoncelliste.  